# Eurytoma pilicornis
Eurytoma pilicornis är en stekelart som beskrevs av Cameron 1905. Eurytoma pilicornis ingår i släktet Eurytoma och familjen kragglanssteklar.
Artens utbredningsområde är Nicaragua. Inga underarter finns listade i Catalogue of Life.